# تاهوان‌تین‌سویو
امپراتوری اینکا شامل چهار استان بود که به این نام خوانده می‌شد.

## تقسیمات
- چینچای‌سویو در شمال غربی،

پرچم چینچای‌سویو.

پرچم آنتی‌سویو.

- آنتی‌سویو در شمال شرقی، که هم‌جوار جنگل‌های آمازون بود. نام آن برگرفته از آنتیها بود. آنتی‌ها گروهی از اقوام بومی بودند که در این استان می‌زیستند، مانند پانوها و کامپاها.

- کونتی‌سویو در جنوب غربی،

پرچم کونتی‌سویو.

پرچم کولاسویو.

- کولاسویو در جنوب شرقی، که زادبوم قوم آیمارا بود و شامل بخش‌هایی از آرژانتین، شیلی، پرو و بولیوی کنونی می‌شد. این استان در سده شانزدهم میلادی و در زمان هوایناکاپاک به قلمرو امپراتوری افزوده شد.